# Clã Mori (Genji)

Kamon do clã Mōri Mōri Wakaski

Nota:  Para o clã Mōri da província de Aki, consulte Clã Mōri
O Clã Mori (森氏, Mori-shi) foi uma família descendente dos Seiwa Genji. Sua linhagem descendeu de Minamoto no Yoshiie (também conhecido como Hachimantaro) por meio do seu sétimo filho, Minamoto no Yoshitaka, proprietário de Mori-no-shō na província de Sagami. Seu filho, Minamoto no Yoritaka, tomou o sobrenome Mori  ao se aposentar, e o filho de Yoritaka, Yorisada, continuou a usar o sobrenome.
Durante o Período Sengoku, os Mori serviram a Oda Nobunaga. Mori Yoshinari lutou com Nobunaga pelo Castelo de Kiyosu, e, junto com seu filho Mori Yoshitaka, se juntou às campanhas contra os Saitō, Azai e Asakura. Pai e filho morreram na batalha contra as forças Azai-Asakura, Mori Nagayoshi, segundo filho de Yoshinari, se tornou chefe da casa.
Nagasada, filho de Yoshinari, e conhecido como Mori Ranmaru, morreu com Nobunaga no Incidente de Honnō-ji.
A família se tornou daimyo sob Toyotomi Hideyoshi, e por cinco gerações chefiou o domínio de Tsuyama na província de Mimasaka como tozama daimyo. Nagayoshi perdeu sua vida na batalha de Komaki Nagakute. Seus descendentes se tornaram viscondes na nobreza Meiji.